# 2025年8月

## 8月1日
- 關口昌一（日语：関口昌一）留任日本參議院議長，福山哲郎為新任副議長。[1]
- 美國總統唐納·川普開除美國勞動統計局局長埃里卡·麦肯塔弗。[2]
- 韓國前行政安全部長李祥敏因涉及在非常戒嚴期間對部分媒體斷電斷水被捕。[3]

## 8月2日
- 韓國共同民主黨選出鄭清來為黨首。[4]
- 日本埼玉县行田市4名检查下水管道人员在作业时因坠入管道身亡。[5]

## 8月3日
- 因反對由共和黨主導的德克薩斯州眾議員選區重劃案，一些民主黨籍德克薩斯州議員逃亡至伊利諾伊州。[6]
- 2025年世界游泳錦標賽闭幕，中国代表团收获最多金牌。[7]
- 波利娜·费朗-普雷沃奪得女子環法自由車賽冠軍。[8]

## 8月4日
- 立陶宛總統吉塔納斯·瑙塞達任命財政部長里曼塔斯·沙吉烏斯（英语：Rimantas Šadžius）為立陶宛總理。[9]
- 巴西前總統雅伊爾·博索納羅違反網路禁制令，巴西最高法院判其在家軟禁。[10]

## 8月5日
- 內斯托·恩塔洪圖耶（英语：Nestor Ntahontuye）就任布隆迪總理。[11]
- 摩爾多瓦司法部門判處從俄羅斯收取資金的加告茲自治區首長葉夫戈尼亞·古楚爾（英语：Evghenia Guțul）7年徒刑。[12]
- 中国四川省绵阳市江油市因先前的未成年人欺凌风波引发警民冲突。[13]

## 8月6日
- 波黑選舉委員會支持上訴法庭作出的裁決，剝奪米洛拉德·多迪克的塞族共和國總統職務。[14]
- 迦納空軍一架直-9直升機在阿散蒂大區失事，包括2名部長在內的8人死亡。[15]
- 菲律賓參議院投票確認菲律賓最高法院停止彈劾薩拉·杜特爾特副總統。[16]
- 德国警察在下萨克森、石勒苏益格-赫尔斯泰因、北莱茵-威斯特法伦和黑森四个州发动大规模行动，打击一个贩运中国女性到德国从事性交易的中国犯罪团伙。[17]

## 8月7日
- 勞倫·聖希爾（英语：Laurent Saint-Cyr）就任海地過渡總統委員會（英语：Transitional Presidential Council）委員長。[18]
- 2025年世界运动会在中华人民共和国四川省成都市开幕。[19]
- 美國逝世，享年97歲[20]。

## 8月8日
- 阿塞拜疆總統伊利哈姆·阿利耶夫與亞美尼亞總理尼科爾·帕希尼揚在白宮與美國總統唐納·川普舉行會談後簽署和平協議。[21]
- 布萊馬·卡馬拉（葡萄牙语：Braima Camará）就任幾內亞比紹總理。[22]
- 中国甘肃省榆中县暴发山洪。[23]
- 中国国际象棋棋手李浩宇因涉及故意输棋而被国际棋联禁赛6个月。[24]

## 8月11日
- 中国人民解放军海军164号“桂林”舰与中国海警3104号“南域”舰在南海追逐菲律宾舰艇期间发生相撞事故[25]。
- 哥倫比亞參議員米格尔·乌里韦遭刺殺身亡，年39歲[26]。

## 8月13日
- 颱風楊柳登陸台灣，造成1人死亡、1人失蹤、過百人受傷。[27]

## 8月15日
- 美國總統當勞·特朗普與俄羅斯總統弗拉基米爾·普京在美國阿拉斯加州會面[28]。

## 8月16日
- 加拿大航空空中服務員工會發起罷工，加拿大航空及旗下加拿大胭脂航空的航班暫停。[29]

## 8月17日
- 玻利維亞舉行2025年玻利維亞大選。總統選舉中羅德里戈·帕斯·佩雷拉與豪爾赫·基羅加為前兩名，將進入第二輪投票。[30]

## 8月18日
- 美國總統當勞·特朗普與烏克蘭總統弗拉迪米尔·泽连斯基和歐洲多國領袖在美國白宮會面[31]。

## 8月19日
- 巴基斯坦北部的开伯尔-普什图省爆发洪水，造成近400人死亡。当局警告这一自然灾害可能持续到周末。[32]